# Sevil Shhaideh
Sevil Shhaideh, född Geambec den 4 december 1964 i Constanța, är en rumänsk politiker tillhörande Socialdemokratiska partiet (PSD). Hon har bland annat haft posten som Rumäniens vice premiärminister och regionminister.
1987 tog hon examen från Handelsakademin i Bukarest, varefter hon började arbeta för Constanța läns förvaltningsorganisation. Hon blev sedermera samordnare för Rumäniens nationella länsrådsförbund och blev 2012 statssekreterare vid Ministeriet för regional utveckling. 2015 tilldelades hon en ministerpost i Victor Pontas regering.
Efter valet 2016 nominerades hon till premiärminister av PSD och Alliansen liberaler och demokrater (ALDE), men nekades av presidenten Klaus Iohannis.
Shhaideh är muslim och tillhör Rumäniens turkiska och tatariska minoriteter. Hon är gift med den syriske affärsmannen Akram Shhaideh.